# 東久世通廉
東久世通廉（ひがしくぜ みちかど、寛永7年6月15日（1630年7月24日） - 貞享元年9月23日（1684年10月31日））は、江戸時代中期の公卿。
下津俸庵の子で、東久世家の始祖。

## 官歴
- 寛永20年（1643年）：従五位上、中務大輔
- 慶安4年（1651年）：正五位下
- 明暦元年（1655年）：従四位下、木工頭
- 万治2年（1659年）：従四位上
- 寛文3年（1663年）：正四位下
- 寛文9年（1668年）：従三位
- 延宝7年（1679年）：正三位
- 貞享元年（1684年）：参議

## 系譜
- 父：下津俸庵
- 家女房：寺井氏
- 子：東久世博高
- 子：東久世津麿
- 子：東久世博子 - 霊元天皇の掌侍・帥局

出自に関しては異説もある。